# Speyeria rubyensis
Speyeria rubyensis är en fjärilsart som beskrevs av Gunder 1932. Speyeria rubyensis ingår i släktet Speyeria och familjen praktfjärilar. Inga underarter finns listade i Catalogue of Life.